# شيعان (سنحان)

تعديل مصدري - تعديل

شَيْعَانْ هي إحدى قرى عزلة الربع الشرقي بمديرية سنحان وبني بهلول التابعة لمحافظة صنعاء، بلغ تعداد سكانها 1268 نسمة حسب تعداد اليمن لعام 2004.
يحدها من الشرق قرية ذرح، ومن شمال غرب شعسان، ومن الغرب سد سيان وم جنوب غرب قرية سيان، ومن الجنوب مقولة. يُنسب لها عضو مجلس النواب أحمد إسماعيل أبو حورية، والعميد أحمد حسين الشيعاني قائد لواء القوات الخاصة سابقاً، العميد علي حسين أبو حورية، والقائد العسكري أحمد صالح شملان والدكتور عبد الله أبو حورية رئيس مطابع الكتاب المدرسي سابقاً، وأحمد طاهر الشيعاني رئيس قطاع التلفزيون سابقاً